# Hotelschool The Hague
Hotelschool The Hague (HTH) is een hogere hotelschool in Nederland. De school heeft twee vestigingen, in Den Haag en Amsterdam.

## Geschiedenis
De hotelschool werd in 1929 opgericht in Den Haag door de horecaindustrie, onder de naam Hogere Hotelschool Den Haag. De school begon met 17 studenten die er 15 vakken konden volgen, waaronder de Franse, Duitse en Engelse taal. In de jaren zeventig groeide de hotelschool snel van 400 naar bijna 900 studenten. De instelling ontwikkelde zich meer en meer tot een internationaal georiënteerde instelling en veranderde begin 21e eeuw haar naam daarom in Hotelschool The Hague, University of Applied Science in Business Administration. Ook de stijl van de opleiding werd aangepast. Zo verdween in de jaren tachtig de smoking als standaardkleding voor de student en verschoof het accent meer richting “gastvrijheid”. In de loop van de jaren negentig worden alle opleidingen in het Engels gegeven, wat bijdroeg tot een grotere instroom van buitenlandse studenten.

## Vestigingen

### Den Haag
De school heeft in Den Haag twee vestigingen; aan de Brusselselaan (schoolgebouw) en aan de Zwolsestraat (skotel), beide in stadsdeel Scheveningen.

### Amsterdam
In het jaar 2000 opende de HTH een vestiging te Amsterdam, die sinds 2012 de beschikking heeft over een nieuw schoolgebouw aan de Jan Evertsenstraat in stadsdeel Nieuw-West.

## Kwaliteit
- In 2014 ontving de HTH de kwalificatie van “goed”, verleend door de Nederlands-Vlaamse Accreditatieorganisatie (NVAO).[1]
- In 2013 werd door een internationaal panel van luxe hotels de Hotelschool The Hague op een vijfde plaats gezet bij de vraag welke school ze de beste vonden om afgestudeerden van aan te nemen. Dit onderzoek werd uitgevoerd door TNS.[2]

## Galerij

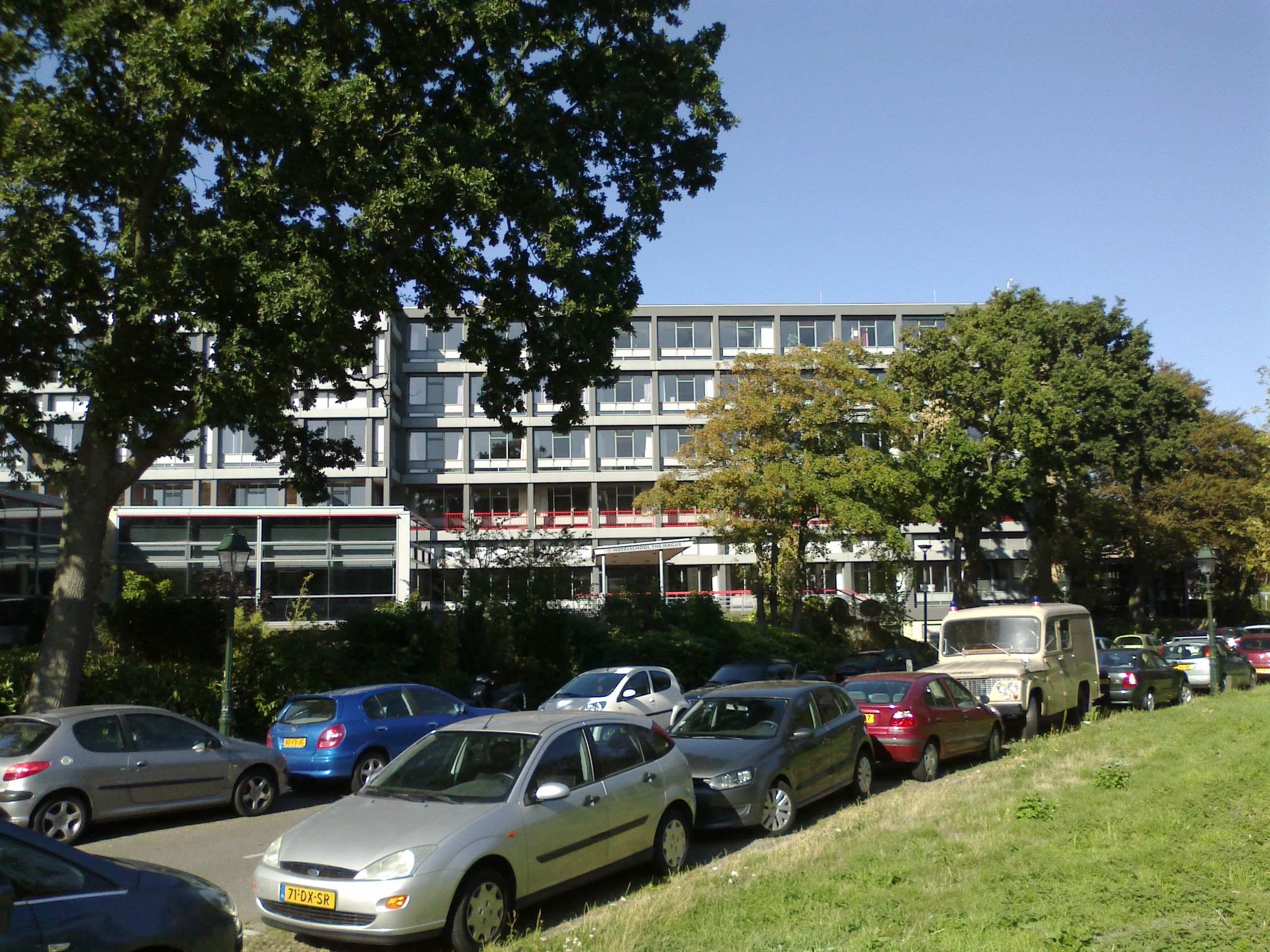
Haagse Campus van Hotelschool The Hague op de Brusselselaan
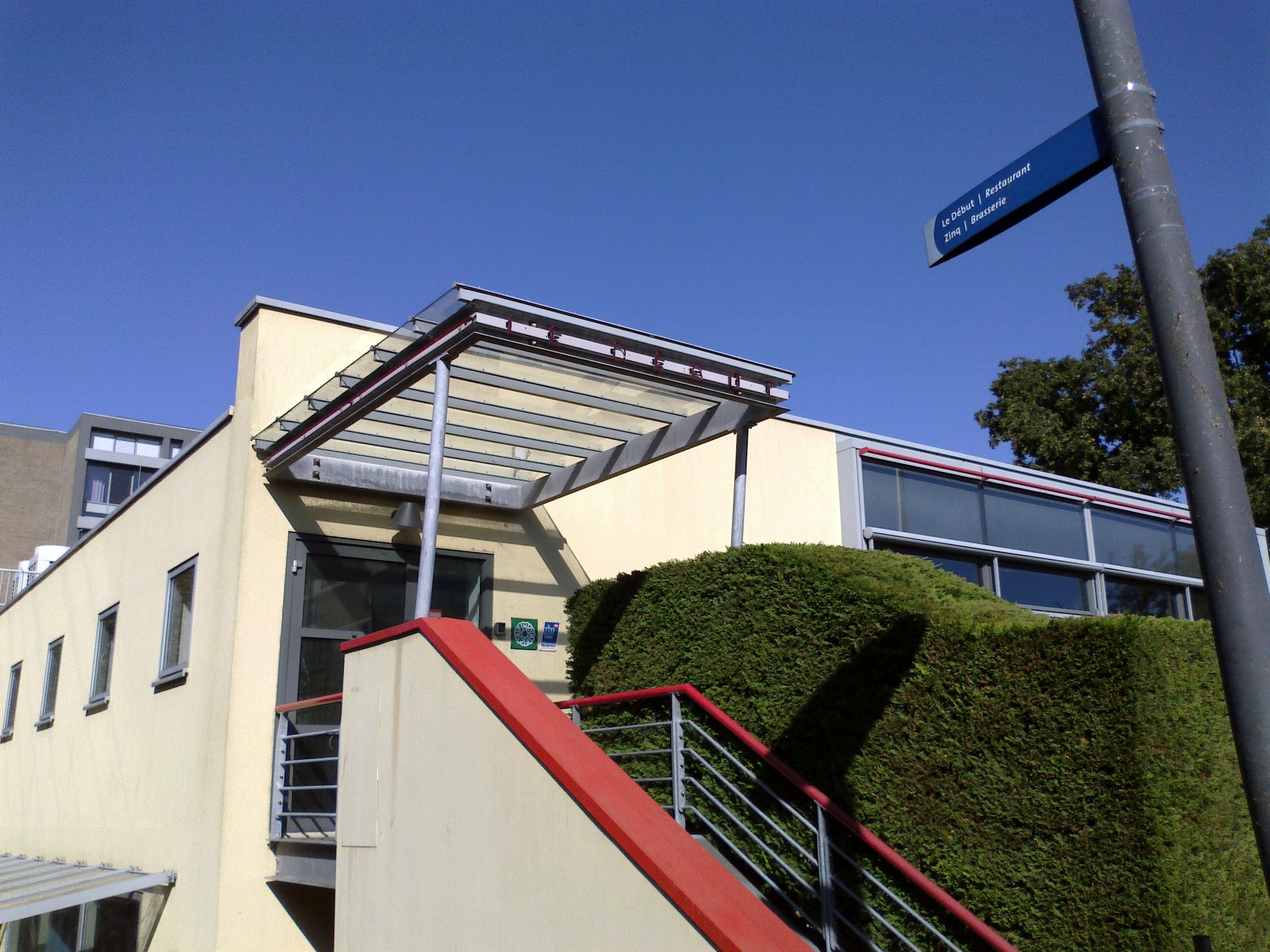
Horeca in Den Haag, door studenten van de Hotelschool geëxploiteerd
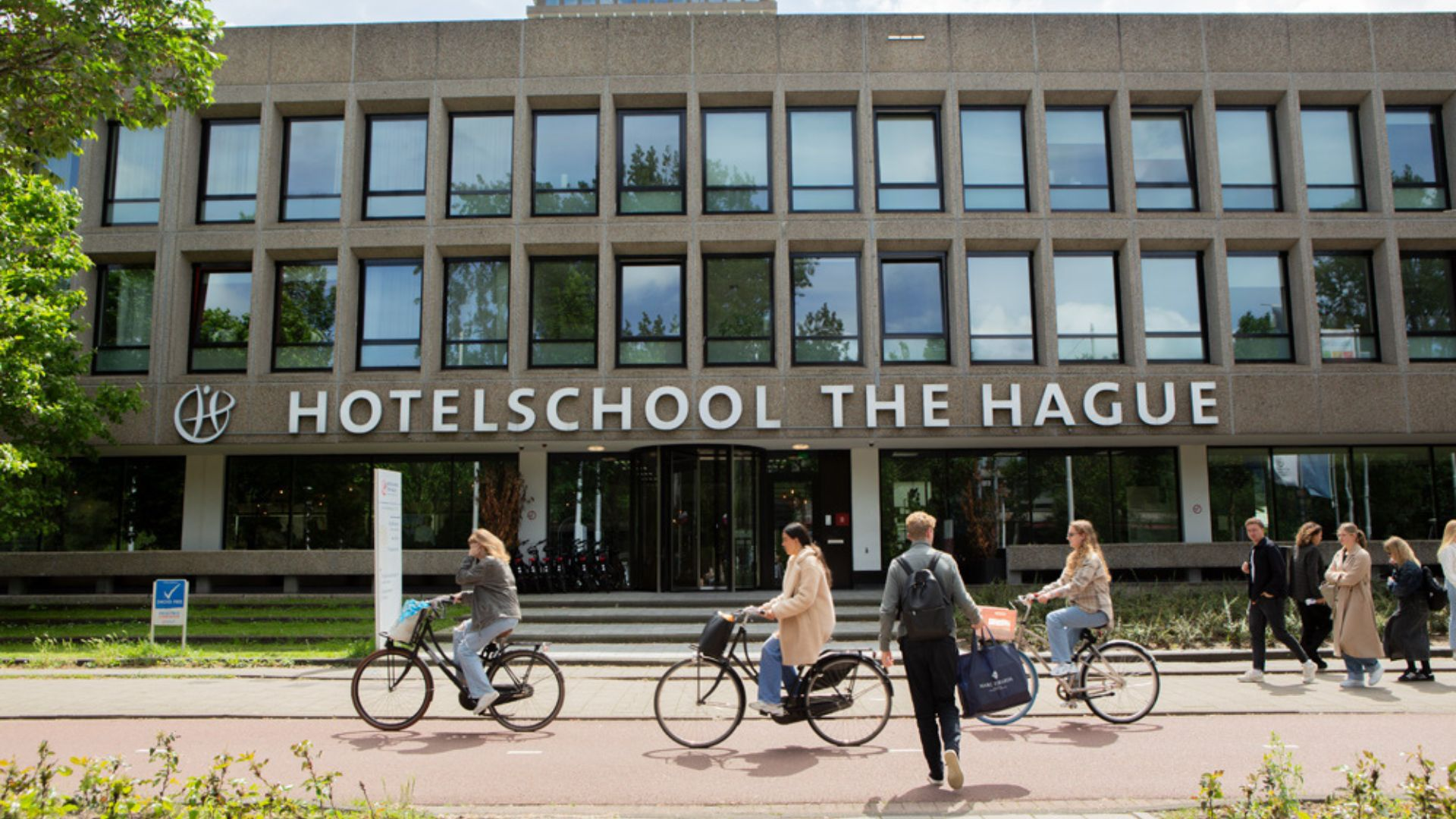
Amsterdamse Campus van Hotelschool The Hague